# Антекера
Антекера (шп. Antequera) град је у Шпанији у аутономној заједници Андалузија у покрајини Малага. Према процени из 2017. у граду је живело 41 065 становника.

## Становништво
Према процени, у граду је 2017. живело 41 065 становника.
| 1970.  | 1981.  | 1991.  | 2001.  | 2010.  | 2017.  |
| ------ | ------ | ------ | ------ | ------ | ------ |
| 40.908 | 35.171 | 38.827 | 40.816 | 45.234 | 41.065 |

## Партнерски градови
- Агд